# الشركة التونسية للبنك
الشركة التونسية للبنك (بالفرنسية: Société Tunisienne de Banque)‏ هي مصرف تجاري تونسي، تأسس في 18 جانفي 1957. يبلغ رأس ماله 776875,300 مليون دينار تونسي، له 150 فرع بعلامة جودة متميزة في بنوك شمال افريقيا، ويعمل به 1800 موظفا.

## الاستثمارات

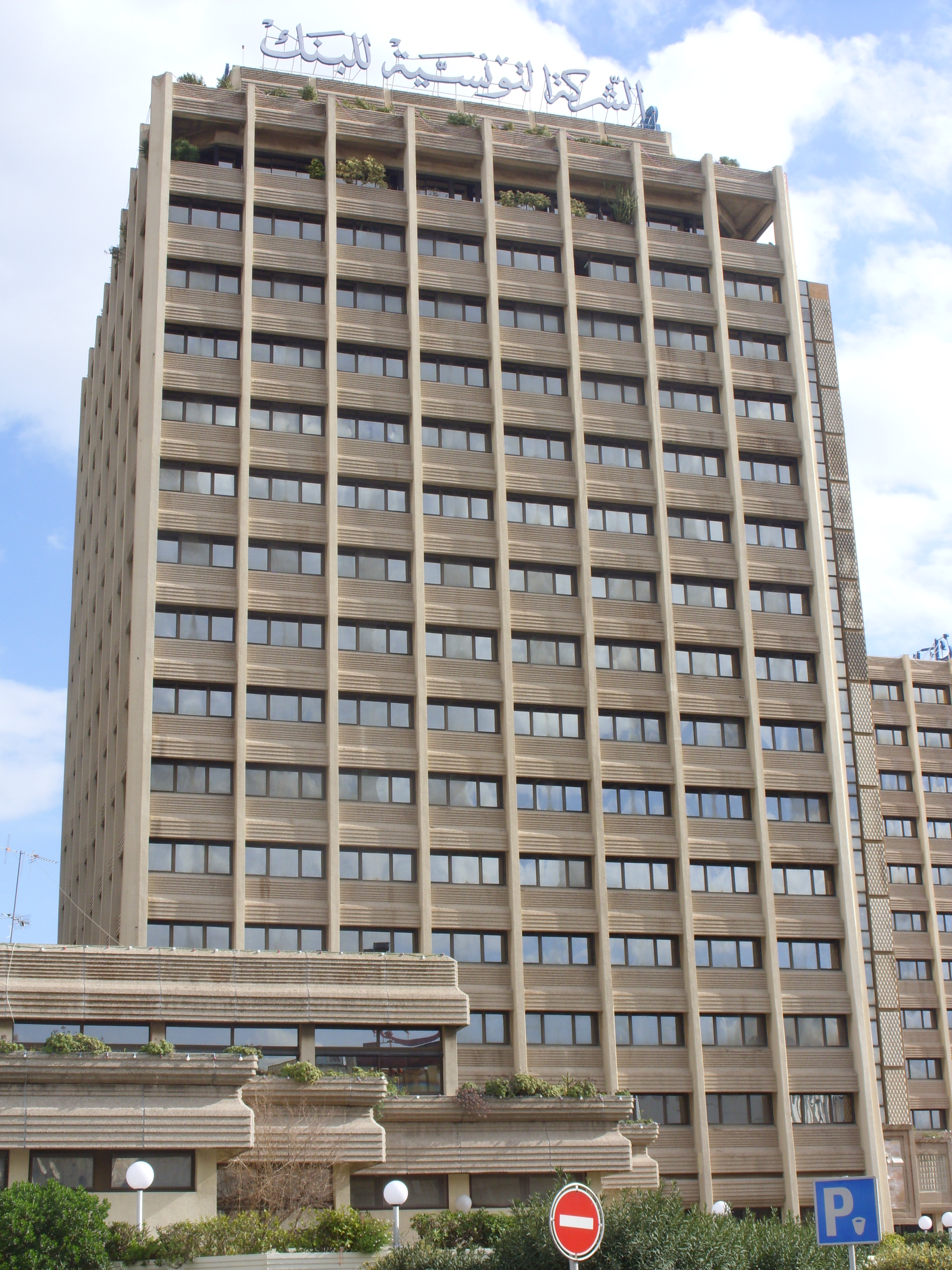
مقر الشركة التونسية للبنك

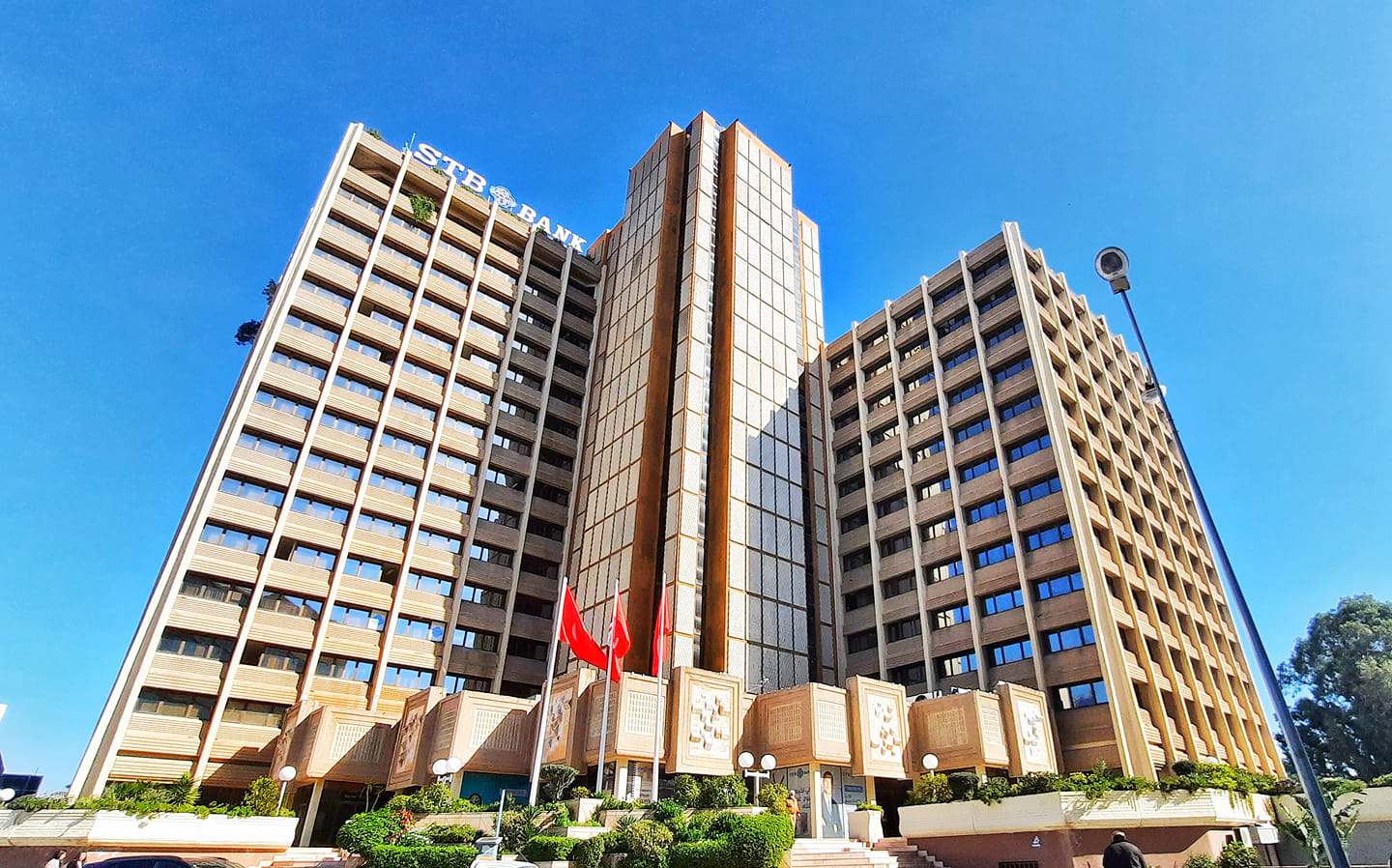

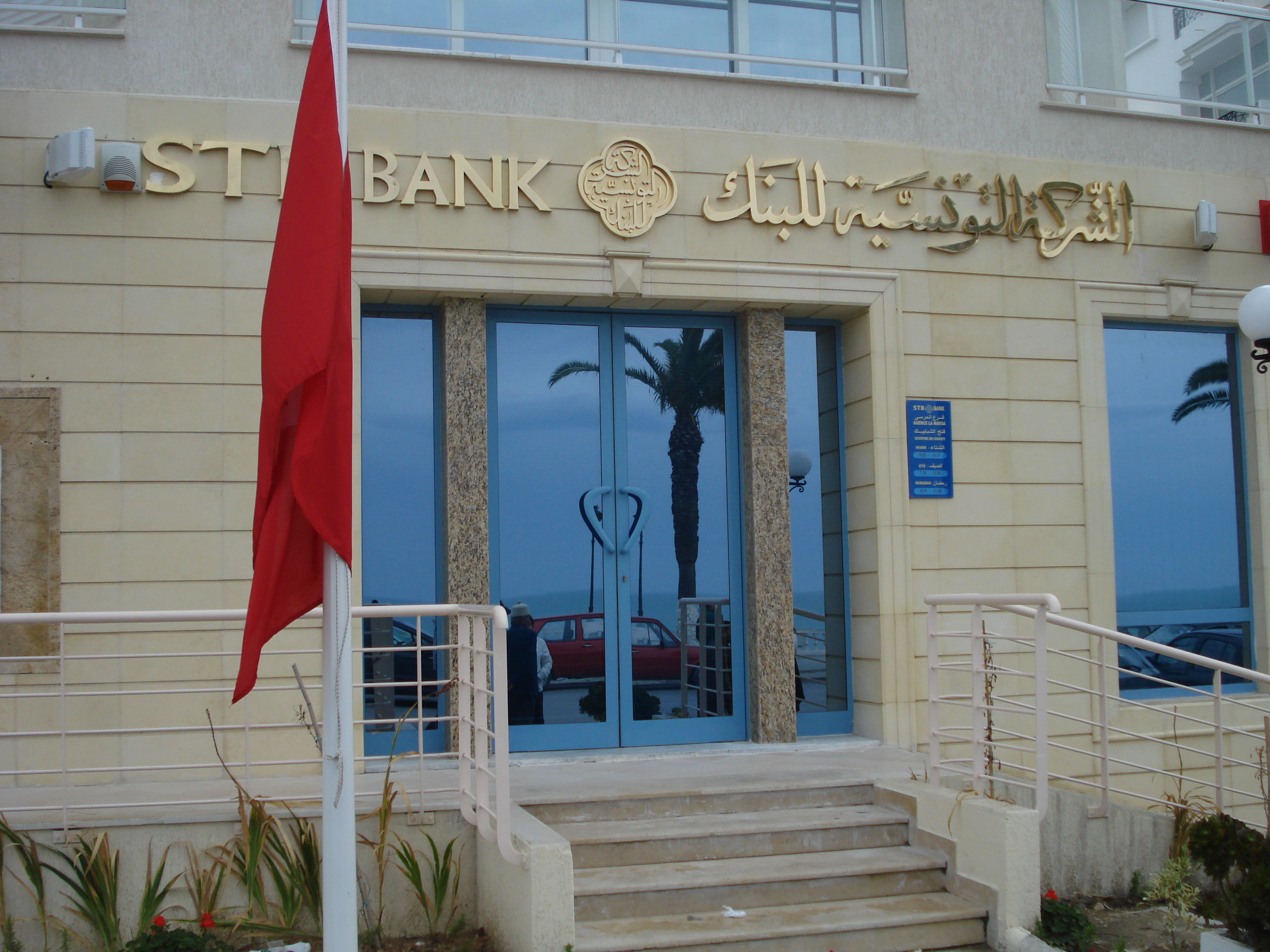
فرع البنك في المرسى

تمتلك الشركة التونسية للبنك 25% من رأس مال الشركة النيجيرية للبنك SONIBANK الموجودة في النيجر والبنين وهي المساهم الأكبر منذ 1990
كما تملك بنك تونس الخرجي TFBANK في فرنسا الممتدة فروعه بين باريس ومرسيليا
الشركة التونسية للبنك STB أول بنك في شمال افريقيا يطلق خدمة” SWIFT gpi” للتحويلات المالية
مساهمات البنك الدولية بعد عشرين سنة من تأسيسها 1957- 1977:
- موريطانيا :عبر البنك الموريطاني للتنمية و التجارة
- ليبيا : ''تورفيناس'' بالشراكة مع المصرف العربي الليبي الخارجي
- السعودية: "سياميث" الشركة العربية للتمويل بالرياض
- لبنان :المصرف العربي الليبي التونسي
- ايطاليا :الشركة الايطالية للأشغال - الاتحاد الدولي اابنوك
- هولاندا: الأوروبية الافريقية بريديرو مساهمة بنسبة 51%
- فرنسا : اتحاد البنوك العربية و الفرنسية - الاتحاد التونسي للبنوك ...

## الجوائز

### تونس 2019
جائزة التميز للمصارف الرقمية العربية من اتحاد المصارف العربية والمنظمة العربية لتكنولوجيات الاتصال والمعلومات:
- أفضل مصرف رقمي في شمال افريقيا.[8]

### المغرب 2020
- جائزة ” التحول” التي تمنح للابتكار والتغيير.[9]
- جائزة حلول ومسار الحريف.[10]

### دبي - الإمارات العربية المتحدة 2021[11]
جائزة أفضل استراتيجيا للتغير في مجال المسؤولية الاجتماعية للمؤسسة
أفضل برمجة معلوماتية للوحات القيادة للحرفاء

### لبنان 2021
بتنظيم اتحاد المصارف العربية والمنظمة العربية لتكنولوجيات الإتصال والمعلومات تحصل البنك على:
- جائزة «أفضل مصرف رقمي في الإبتكار، الشمول المالي، ولاء ورفاهية العملاء في شمال أفريقيا» [12]
- جائزة «أفضل مصرف رقمي في تونس – الإبتكار، الشمول المالي، ولاء العملاء، رفاهية العملاء»[12]